# 영화초등학교 (울산)
영화초등학교(英花初等學校)는 대한민국 울산광역시 울주군 언양읍 방천 9길 33번지(언양읍 서부리 291-10번지)에 있는 공립 초등학교이다.
2004년 3월 1일에 개교하였으며, 서부리 280번지에 있는 신언중학교의 바로 옆 건물에 위치하고 있는 초등학교이다. 교내에 '출람관'이라는 체육관이 있다.

## 학교 연혁
- 2004.03.01 : 개교(25학급 807명)
- 2005.01.31 : 100대 교육과정 최우수학교 선정(교육인적자원부)
- 2006.03.01 : 방과후교실 연구학교 운영
- 2008.12.03 : 교육과정 운영 우수학교 선정 / 학교평가 우수 표창
- 2008.12.29 : 학교평가 우수 표창
- 2009.03.01 : 독서논술 연구학교 운영, 독서교육 우수학교 선정
- 2009.12.17 : 학력증진, 사이버가정학습 우수학교 선정
- 2010.03.01 : 울산광역시교육청 독서논술 연구학교 운영
- 2011.03.01 : 학력신장, 학교문화 선도학교, 건강올림학교 운영
- 2011.11.10 : 학교건강증진 우수사례 경연대회 대상 수상
- 2012.03.01 : 학력신장, 언어생활문화 선도학교, 창의경영학교운영
- 2012.12.27 : 전국인성교육실천 언어문화개선부분 최우수학교 선정
- 2013.09.01 : 제4대 송효재 교장 부임
- 2014.07.17 : 대한민국 행복학교 박람회 참여
- 2014.12.31 : 학부모 학교참여 우수학교 선정(장관표창)
- 2015.02.13 : 제11회 졸업식 156명(누계 1675명)
- 2015.03.01 : 41학급 편성(특수학급 2학급 포함

## 참고 자료
- 영화초등학교 - 한국교육학술정보원 학교알리미